# Else Jacobsen
Else Agnes Ella Jacobsen (później Baade) (ur. 31 maja 1911 w Ordup, zm. 3 kwietnia 1965 w Kopenhadze) – duńska pływaczka, olimpijska z Amsterdamu 1928, brązowa medalistka  na 200 m stylem klasycznym z igrzysk olimpijskich z Los Angeles (1932).

## Kariera
W 1928 na igrzyskach olimpijskich w Amsterdamie zajęła 4. miejsce w wyścigu na 200 m stylem klasycznym i odpadła w eliminacjach na 100 metrów stylem grzbietowym. Cztery lata później w 1932 w Los Angeles zdobyła brązowy medal na dystansie 200 m stylem klasycznym.